# Ешерихіоз

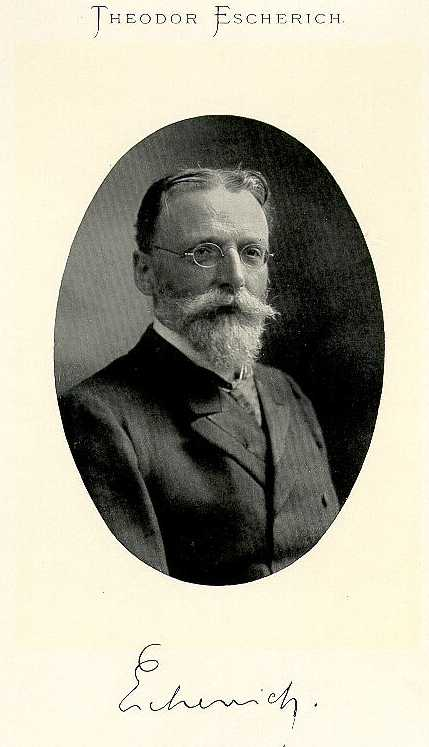
Теодор Ешеріх

Ешерихіо́з (також ще Колі-інфекція, рідше — Ешерихія колі-інфекція; англ. Escherichia Coli Infections) — бактеріальне інфекційне захворювання, яке спричинюють патогенні штами кишкових паличок. Найчастіше перебігає з симптомами загальної інтоксикації, дисфункцією кишки та водно-електролітними порушеннями. Рідше перебігає як недіарейне захворювання з ураженнями внутрішніх органів — як суто органними (холецистит, холангіт, інфекція сечових шляхів, гнійний менінгіт тощо), так й системними з розвитком сепсису. Нерідко такі патологічні стани розцінюють як колі-інфекцію.

## Історичні відомості
Кишкову паличку відкрив 1886 року австрійський науковець Теодор Ешеріх, на честь якого вона й отримала назву Escherichia coli. Хоча патогенні штами кишкових паличок можуть спричинити ураження різних органів та систем, у веденні інфекціоністів залишаються ті хвороби, які породжують гостру діарею і належать до кишкових інфекцій.

## Актуальність
Діарейні ешерихіози поширені у всьому світі. Рівні захворюваності складають десятки випадків на 100 тисяч населення. Протягом останніх 15 років захворюваність на ешерихіози має незначну тенденцію до зниження. Понад 90 % випадків інфекції сечових шляхів та 50 % внутрішньолікарняних інфекцій спричинює кишкова паличка.
Нові штами E. coli з'являються в результаті мутацій і горизонтального перенесення генів. Станом на 2009 рік виявлено окремі штами англ. superbugs, які спричинюють ураження шкіри та внутрішніх органів та є стійкими до відомого спектру антибіотиків, в тому числі й до колістину, антибіотику, який діє специфічно на більшість кишкових паличок. Передача таких властивостей до інших бактерій може спричинити колапс антибіотикотерапії. Виявлено нові мутаційні варіанти таких збудників. Через це ВООЗ веде ретельний моніторинг та вивчає особливості таких штамів.

## Етіологія

### Морфологічні та антигенні особливості
Збудник належить до роду Escherichia, родини Enterobacteriacae. Це невелика грамнегативна бактерія у формі палички, має джгутики, добре росте на звичайних поживних середовищах, активно ферментує вуглеводи. Escherichia coli має соматичний О-антиген (термостабільний), поверхневий капсульний К-антиген і джгутиковий Н-антиген (термолабільний). Антигенні відмінності покладено в основу диференціації роду ешерихій. Станом на початок 2020-х років у Escherichia coli виділено близько 180 різновидів по О-антигену, з них 80 — патогенні для людини. Розрізняють ешерихії також і за Н і К-антигенами.

### Клінічна класифікація кишкових паличок
Залежно від наявності в ешерихій тих чи інших патогенних властивостей, їх поділяють на:
- ентеропатогенні (ЕПКП) — збудники колі-ентеритів переважно у дітей 1 року життя;
- ентероінвазівні (ЕІКП) — спричинюють дизентерієподібні захворювання у дітей і дорослих;
- ентеротоксигенні (ЕТКП) — спричинюють холероподібні захворювання у дітей та дорослих, оскільки продукують екзотоксин, подібний до холерогену, є найчастішими причинами діареї мандрівників;
- ентерогеморагічні (ЕГКП) — продукують цитотоксин і спричинюють захворювання, подібні на шигельоз серогрупи 1 (Григор'єва-Шига), а також Гемолітико-уремічний синдром[13], часто такий процес спричинюють штами, які містять набір антигенів O157-H7, O26:H11/H;
- ентероагрегативні (ЕАггКП) — зумовлюють захворювання у дітей в бідних країнах, осіб з ослабленою резистентністю з ураженням внутрішніх органів або виникненням сепсису.
- ентероадгерентні (ЕАКП) — спричинюють діарею у дітей в Мексиці та Північній Африці.

### Стійкість
Escherichia coli стійкі у навколишньому середовищі: в молоці зберігаються до 34 днів, у дитячих харчових сумішах до 92 днів, на предметах довкілля до 3-5 місяців. Гинуть при температурі 60 °C через 10 хвилин, при кип'ятінні — миттєво, чутливі до дії звичайних дезінфекційних засобів.
Детальніші відомості з цієї теми ви можете знайти в статті Кишкова паличка.

## Епідеміологічні особливості

### Джерело та резервуар
Основним джерелом діарейних варіантів інфекції є хворі на ешерихіоз (особливо зі стертою формою захворювання), менше значення мають бактеріоносії. Період заразності джерела залежить від властивостей збудника: при ешерихіозі, який спричинюють ЕТКП і ЕГКП, хворий заразний у перші дні хвороби, у випадках ЕПКП і ЕІКП — до 3-х тижнів.

### Механізм і фактори передачі
Механізм передачі інфекції — фекально-оральний. Від етіологічного чинника залежать провідні шляхи інфікування. Для ешерихіозу, який спричинюють ЕПКП, провідним є контактно-побутовий шлях передачі. Ці збудники зумовлюють захворювання лише у дітей віком до 2-х років. Переважним шляхом передачі інфекції, яку спричинює ЕІКП, є харчовий, а факторами передачі служать різні продукти, інфіковані в процесі їхнього приготування, зберігання та реалізації. При ешерихіозі, який породжують ЕТКП, домінує водний шлях передачі.

### Сприйнятливість та імунітет
Сезонний підйом захворюваності припадає на літньо-осінні місяці. Найвища захворюваність серед дітей віком до 2-х років. ЕТКП часто є причиною гострих кишкових інфекцій у районах з поганими санітарно-гігієнічними умовами.
ЕТКП також є причиною «діареї мандрівників» у 60-70 % осіб, які відвідують країни, що розвиваються. ЕТКП породжують як групові, так і спорадичні захворювання.
Імунітет, після перенесеного захворювання типоспецифічний, нестійкий.

## Патогенез
Патогенетичні пошкодження залежать від варіанту збудника. Так, ЕТКП не здатні до інвазії. Після проникнення бактерій у тонку кишку відбувається їхня адгезія до епітеліальних клітин. Вони колонізують ворсинки тонкої кишки, не спричинюючи значних пошкоджень. Подальший розвиток патологічного процесу пов'язаний з продукцією ешерихіями ентеротоксину. Встановлено, що діарея, яку вони породжують, як і при холері, обумовлена активацією біохімічних процесів в ентероцитах.
Вважають, що ЕПКП, ЕТКП, ЕАКП, ЕАггКП колонізують тонку кишку, тоді як ЕІКП та ЕГКП — переважно товсту кишку. ЕПКП спричинюють пошкодження цитомембран епітеліальних клітин з наступним утворенням мікроерозій і помірно вираженим запальним процесом. Через блокування бактеріями зони мембранного травлення і різкого зменшення числа мікроворсинок з локалізованими на них травними ферментами розвиваються мальдигестія, мальабсорбція і обумовлена цим осмотична гіпоферментативна діарея. Таким чином, у клінічних проявах тяжких форм ЕПКП- ешерихіозу можуть спостерігатися не тільки явища дегідратації і демінералізації, але й ознаки порушення травлення (зокрема, білкової недостатності). Патоморфологічні зміни дозволяють говорити про катаральний ентерит.
Основні патогенетичні ланки при ЕІКП-ешерихіозі, аналогічні таким при шигельозі. Основне значення мають інвазія бактерій до епітеліальних клітин кишки і продукція токсинів. Зміни в кишці відповідають катаральному або катарально-ерозивному ентероколіті.
Токсигенність ЕГКП обумовлена виділенням ними двох типів шигоподібних токсинів. Під їхнім впливом руйнуються клітини ендотелію судин, переважно в проксимальних відділах товстої кишки, розвивається тяжкий місцевий (у кишці) або генералізований ДВЗ-синдром, а також мікроангіопатична гемолітична анемія, поєднана з гострою нирковою недостатністю, що об'єднують у поняття «гемолітико-уремічний синдром». 
Часто внаслідок інтоксикації, а також змін обміну речовин і порушень процесів всмоктування з кишки, спостерігається розвиток дистрофічних змін внутрішніх органів.
Вагітні жінки піддаються вищому ризику зараження штамами, які містять капсульний антиген 1 (К1). Ці штами також зазвичай виділяють при неонатальному сепсисі, який призводить до високої летальності, а ті, хто вижив, мають серйозні неврологічні порушення або уроджені вади розвитку. У дорослих менінгіт може розвинутися вкрай рідко після черепно-мозкової травми або нейрохірургічної процедури, чи при суперінфекції гельмінтом Strongyloides stercoralis (генералізований стронгілоїдоз).
Уропатогенні штами кишкової палички, які відносять до ЕАггКП, мають особливі механізми зв'язування під назвою фімбрії або пілі, які пов'язані з P групою антигенів крові. Ці утворення опосередковують прикріплення кишкової палички до уроепітеліальних клітин. Таким чином, люди з наявністю таких штамів кишкової палички піддаються більшому ризику розвитку сечових інфекцій, ніж населення в цілому.

## Клінічні прояви

### Класифікація
Клінічні прояви. Класифікація згідно МКХ-10 включає:
- A04 Інші бактеріальні кишкові інфекції:

- А04.0 Ентеропатогенна інфекція, яку спричинюють Escherichia coli
- А04.1 Ентеротоксигенна інфекція, яку спричинюють Escherichia coli
- А04.2 Ентероінвазивна інфекція, яку спричинюють Escherichia coli
- А04.3 Ентерогеморагічна інфекція, яку спричинюють Escherichia coli
- А04.4 Інші кишкові інфекції, які породжує Escherichia coli

- Бактеріоносійство (субклінічна форма) (Z22.3).

Деякі автори розрізняють окремі клінічні форми:
- ентеритичну,
- ентероколітичну,
- гастроентеритичну,
- гастроентероколітичну,
- колітичну.

Однак загальносвітової клінічної класифікації не існує. Також при окремих видах ешерихіозу з'являється дегідратація, яку згідно з рекомендаціями ВООЗ поділяють на початкову, помірну й тяжку.

### Клінічні ознаки
Залежать від різновиду збудника. Залежно від клінічного варіанту інкубаційний період ешерихіозу триває від кількох годин до 1-3 днів.

### Ентероінвазивна інфекція, яку спричинюють ЕІКП
Характерний гострий початок з підвищення температури тіла до 37,5-38°C, нездужання, появи головного та переймиподібного болю в нижній частині живота. Пронос з'являється рано, частота випорожнень до 3-5 разів на добу і більше. Випорожнення водянисті, з домішками слизу і крові. Блювання буває рідко. Тенезми не характерні. Шкіра бліда. Язик вкритий білим нальотом, вологий. Живіт здутий, м'який. При пальпації визначається ущільнення товстої кишки, буркотіння. Сигмоподібна кишка спазмована, болюча при пальпації, особливо у дистальному відділі. Нормалізація випорожнень відбувається протягом 2-3 днів. Перебіг хвороби в більшості випадків легкий.

### Ентеротоксигенна інфекція, яку спричинюють ЕТКП
Інкубаційний період триває 1-3 дні. Захворювання починається гостро з болю в епігастрії та нудоти, до яких приєднується багаторазове блювання і пронос. Випорожнення рясні, водянисті, без патологічних домішок, частота 5-10 разів на добу. Гарячка не характерна. Швидко розвиваються ознаки дегідратації. Тривалість хвороби 3-4 дні.

### Ентерогеморагічна інфекція, яку спричинюють ЕГКП
Характерний гострий початок з нудоти, повторного блювання. Інкубаційний період триває 3-5 днів. З'являється інтенсивний біль у животі, пронос. Випорожнення спочатку водянисті, рясні, згодом кількість їх зменшується, з'являються домішки крові. Температура тіла не підвищується. Може розвинутися гостра ниркова недостатність та гемолітична анемія у вигляді гемолітико-уремічного синдрому.

### Ентеропатогенна інфекція, яку спричинюють ЕПКП
У дітей раннього віку часто має поступовий перебіг з наступним прогресуванням. Початок із проносу і блювання. Випорожнення рясні та водянисті, з помірними домішками слизу. Зменшується апетит. Температура тіла підвищується до 38-39°C.
При тяжкому перебігу швидко розвивається тяжка дегідратація. Діти неспокійні, живіт значно здутий, виражена анорексія. Блювання стає багаторазовим, з'являються симптоми зневоднення. Знижується тургор шкіри, складки шкіри не розгладжуються, язик, слизові оболонки сухі. Шкіра бліда, з ціанотичним відтінком. Знижується артеріальний тиск, з'являється тахікардія. Тони серця глухі. Розвивається дегідратаційний шок. Випорожнення до 20 разів на добу, водянисті, часто пінисті, з домішками білястих грудочок і слизу.

### Інші форми колі-інфекції

#### Пневмонія
Є рідкою, але тяжкою клінічною формою перебігу. Часто вона виникає як нозокоміальна внутрішньолікарняна пневмонія у хворих, які потрапили до стаціонару з іншими хворобами з тяжким перебігом. Тоді вона виникає внаслідок мікроаспірації кишкових паличок з верхніх дихальних шляхів. Також вона може виникати як позагоспітальна пневмонія в осіб з тяжкими фоновими хворобами (цукровий діабет, алкоголізм, хронічна обструктивна хвороба легень, інфекція сечових шляхів тощо) внаслідок бактеріємії з сечових шляхів або травної системи. Як правило колі-пневмонія перебігає з ураженням нижніх часток обох легенів (вкорочення перкуторного тону, аускультативно ослаблення дихання, поява вологих хрипів) і може ускладнитися емпіємою плеври.

#### Інфекція черевної порожнини та абсцеси печінки
Внутрішньоочеревинне ураження кишковою паличкою відбувається часто за наявності пневмонії, внаслідок розриву хробакоподібного відростка, дивертікула Меккеля за їхнього запалення, при тяжкому холециститі, холангіті з перфорацією жовчного міхура каменем або обструкції жовчних шляхів. При цьому неповна обструкція частіше може призвести до розвитку абсцесу, аніж повна. У хворих на цукровий діабет може відбуватися флебіт ворітної вени та утворення абсцесу печінки. Також такі абсцеси можуть виникати через травми травної системи з розвитком розриву полого органу, при неправильно зроблених хірургічних анастомозів. Такі абсцеси часто є полімікроорганізмовими, де кишкова паличка є членом такої асоціації. Клінічно це проявляється значним за інтенсивністю болем у місці ураження, виникненням тяжкої гарячки з ознобом, появою симптомів подразнення очеревини тощо.

#### Сечова інфекція
Кишкова паличка спричинює широкий спектр інфекцій сечової сфери, в тому числі неускладнений уретрит / цистит, симптоматичний цистит, пієлонефрит, гострий простатит, абсцес передміхурової залози і урологічний сепсис. Неускладнений цистит виникає в основному у жінок, які ведуть активне статеве життя. Кишкова паличка потрапляє до сечового міхура з кишки через забруднену промежину під час статевого акту.
Ускладнені форми сечової інфекції та пієлонефрит спостерігають у літніх пацієнтів зі структурними аномаліями або обструкціями, такими, як простатична гіпертрофія або нейрогенний сечовий міхур, або у пацієнтів із сечовими катетерами. Бактеріємія, яку спричинює кишкова паличка, зазвичай асоціюється з інфекціями сечової системи, особливо у випадках обструкції сечових шляхів будь-якого рівня. Системна реакція на ендотоксин (цитокіни) або ліпополісахариди може привести до дисемінованого внутрішньосудинного згортання крові (ДВЗ-синдром) та смерті. У такій ситуації хворі скаржаться на швидке наростання гарячки зі значним ознобом, який порівнюють з таким при малярії.

#### Інші рідкі форми колі-інфекції
Можливі септичний артрит, ендофтальміт, гнійний тиреоїдит, гайморит, остеомієліт, ендокардит, гнійні ураження шкіри і м'яких тканин (особливо у пацієнтів з цукровим діабетом).

## Діагностика

### Клініко-епідеміологічна діагностика
Певною мірою враховують епідеміологічні критерії:
- вживання для пиття води з відкритих водоймищ;
- контакт із хворими з подібними клінічними проявами;
- приналежність до осіб з асоціальних груп (безпритульні, алкоголіки);
- перебування в мандрівках;

Але через їхню неспецифічність та загальність для багатьох інших кишкових інфекційних хвороб клінічних змін основна роль в підтвердженні діагнозу належить специфічній лабораторній діагностиці.

### Загальнолабораторні зміни
У клінічному аналізі крові зазвичай помірний лейкоцитоз з нейтрофільозом, незначний відносний моноцитоз, збільшення ШОЕ, хоча при нетяжкому перебігу зміни можуть бути відсутні. При приєднанні гемолітико-уремічного синдрому виявляють зменшення кількості еритроцитів, збільшення ретикулоцитів, поява непрямої та, відповідно, загальної гіпербілірубінемії, підвищення рівня сечовини та креатиніну.
При дослідженні копроцитограми виявляють ознаки порушення травної системи — неперетравлена клітковина, м'язові волокна, жири, у деяких випадках — лейкоцити та еритроцити.

### Специфічна діагностика
Для підтвердження діагнозу використовують бактеріологічний метод. Для виділення збудника досліджують блювотні маси, випорожнення, промивні води шлунка, харчові продукти, при підозрі на генералізацію — кров та спинномозковий ліквор. Культивування здійснюють на звичайних для виділення кишкових бактерій середовищах Плоскірева, Ендо, Левіна. Бактеріологічне дослідження фекалій хворого підтверджує діагноз, виходячи з наступних критеріїв:
- виділення ешерихій певних сероварів, яких відносять до ЕПКП, ЕІКП, ЕТКП, ЕГКП або ЕАКП, у монокультурі або у поєднанні з непатогенними сероварами ешерихій;
- масивне виділення ЕТКП (106/г фекалій і більше) і значне її переважання над представниками іншої умовно-патогенної флори.

Для виділення кишкової палички з інших рідин використовують посів на агар МакКонки.
Використовують також серологічні реакції — аглютинації (РА) із аутоштамом, реакцію непрямої гемаглютинації (РНГА) у динаміці з виявленням наростання титру антитіл у 4 рази і більше. Застосовують полімеразну ланцюгову реакцію (ПЛР), значно рідше — зараження лабораторних тварин та виділення на клітинних культурах, переважно при недіарейному клінічному перебігу ешерихіозу.

## Лікування

### Загальні заходи
Необхідна госпіталізація хворих з тяжким клінічним перебігом. При легшому перебігу можливе амбулаторне лікування.
У разі госпіталізації режим постільний. Доцільним є у випадках діарейного синдрому промивання шлунка та кишки при початку хвороби з блювання та нудоти, призначення ентеросорбентів. Призначають дієту для випадків ураження кишки (за старими положеннями стіл № 4-4б у гострому періоді з переходом під час видужання на стіл № 2 за Певзнером).

### Етіотропна терапія
Показана за наявності інвазивних колітичних уражень з гарячкою та домішками крові у випорожненнях; при тривалому, більш ніж 10 днів, бактеріовиділенні в періоді реконвалесценції. Тривалість курсу етіотропної терапії визначається клінічним станом хворого, швидкістю нормалізації температури тіла, зменшенню кишкових розладів (частота дефекацій, зникнення домішок крові). Призначають фторхінолони: офлоксацин по 0,2 г 2 рази на добу або ципрофлоксацин по 0,25 г 2 рази на добу; ко-тримоксазол по 2 таблетки 2 рази на день. Препаратом резерву є ріфаксимін. При ЕГКП-асоційованих клінічних випадках застосовують також азитроміцин, який знешкоджує цитотоксин. При загрозі генералізації можливе застосування препаратів парентерально.
У разі колі-менінгіту, холангіту, холециститу призначають переважно цефтріаксон 1,0 2 рази на день внутрішньом'язово. При пневмонії призначають також цефтріаксон або фторхінолони. При ураженнях печінки, черевної порожнини можливе використання ампіциліну разом із сульбактамом, у тяжких випадках — іміпенем та меропенем; левофлоксацин разом з кліндаміцином або метронідазолом. При сечових ураженнях використовують фторхінолони та нітрофурани.

### Патогенетична терапія
Призначають оральні регідратаційні суміші (ОРС), при тяжкій дегідратації внутрішньовенно «Хлосоль», «Трисоль», «Ацесоль», численні розчини Рінгера чи розчин Гартмана. За наявності гемолітико-уремічного синдрому проводять заходи боротьби з нирковою недостатністю.
При недіарейних ураженнях проведення патогенетичної терапії відповідає загальним правилам.

## Профілактика
Своєчасне виявлення та ізоляція хворих. Бактеріологічне обстеження осіб з дисфункцією кишки та контактних, а також вагітних, породіль та новонароджених у пологових будинках, дітей при оформленні їх у дитячі заклади, надходження в лікарні з будь-якими захворюваннями. Дотримання санітарно-гігієнічного режиму, особливо при подорожах. Специфічної профілактики не розроблено.